# Кляпово (Пермский край)
Кляпово — деревня в Берёзовском районе Пермского края. Административный центр Кляповского сельского поселения.

## История
Населённый пункт известен с 1704 года. Согласно летописи храма Вознесения Господня села Берёзовка, в XIX веке деревня Кляпово была центром старообрядчества Берёзовской волости Кунгурского уезда, преобладали старообрядцы-поморцы и часовенные. До 1951 года здесь существовал колхоз «Трудовик», с 1951 года — сельхозартель им. Мичурина (укрупнена в феврале 1960 года за счет двух колхозов). До января 2006 года Кляпово являлось центром Кляповского сельского совета, а с января 2006 года является центром Кляповского сельского поселения.

## Географическое положение
Деревня расположена примерно в 5 км к юго-востоку от райцентра, села Берёзовка, и в 25 км к северо-западу от железнодорожной станции Тулумбасы.

## Население
| 2010 |
| ---- |
| 505  |

## Улицы
- Дальняя ул.
- Зелёная ул.
- Мира ул.
- Мичурина ул.
- Молодёжная ул.
- Полевая ул.
- Строителей ул.
- Школьная ул.

## Топографические карты
- Лист карты O-40-91 Усть-кишерть. Масштаб: 1 : 100 000. Состояние местности на 1980 год. Издание 1987 г.